# تا کو ماونتین
تا کو ماونتین (به لاتین: Tà Cú Mountain) یک کوه در ویتنام است که در استان بین توآن واقع شده‌است. تا کو ماونتین ۶۴۹ متر بالاتر از سطح دریا واقع شده‌است.